# Duilio Del Prete
Duilio Del Prete (Cúneo, 25 de junio de 1938 - Roma, 2 de febrero de 1998) fue un actor y cantautor italiano.  Como cantautor, escribió canciones políticas y grabó un álbum de versiones de Jacques Brel; también escribió canciones para varios artistas. 
Como actor, participó en varias películas de la commedia all'italiana, entre ellas Amici miei y Alfredo, Alfredo, ambas de Pietro Germi, y Sessomatto . También actuó en varias películas extranjeras, incluidas dos del director Peter Bogdanovich, Daisy Miller (1974) y At Long Last Love (1975).
Del Prete murió en Roma de cáncer en 1998, a los 59 años de edad. 

## Filmografía
- The Seven Cervi Brothers (1968) : Dante Castellucci
- Commandos (1968) : Bruno
- Tribuna Padronale (1971) : personaje imaginario
- The Assassination of Trotsky (1972) : Felipe
- Alfredo Alfredo (1972) : Oreste
- Il caso Pisciotta (1972) : agente Sciurti
- D'amore si muore (1972)
- The Nun and the Devil (1973) : Pietro
- Redneck (1973) : Captain Lenzi
- We Want the Colonels (1973) : Monseñor Giampaolino Sartorello
- Number One (1973)
- High Crime (1973) como Umberto Griva
- Massacre in Rome (1973) : partisano
- How Funny Can Sex Be? (1973) : Vittorio "L'ospite"
- The Devil Is a Woman (1973) : Monseñor Salvi
- Daisy Miller (1974) : Mr. Giovanelli
- Pianeta Venere (1974)
- At Long Last Love (1975) : Johnny Spanish
- My Friends (1975) : Guido Necchi
- The Divine Nymph (1975) : Armellini
- The Sensuous Nurse (1975) : Benito Varotto
- L'Italia s'è rotta (1976) : censor
- Stato interessante (1977) : Federico
- A Spiral of Mist (1977) : Marcello Testa
- Io zombo, tu zombi, lei zomba (1979) : zombi
- Nella misura in cui... (1979)
- L'imbranato (1979) : Maranotti
- Augh! Augh! (1980) : conde Giorgio Corsini
- On n'est pas des anges... elles non-plus (1981) : Vittorio
- El regalo (Le cadeau) (1982) : Umberto
- Dagger Eyes (1983) : Capitán Levi
- Cronaca nera (1987, TV Movie) : Carlo Gironda
- Days of Inspector Ambrosio  (1988) : Francesco Borghi
- Ti ho incontrata domani (1989) : amigo
- A proposito di quella strana ragazza (1989) : padre de Giovanna
- Panama Sugar (1990) : Blue Ball
- Voices from Beyond (1991) : Giorgio Mainardi
- Mi manca Marcella (1992) : Conrado
- Altrove (1995) : comisario Tirelli
- Auguri professore (1997) : profesor Lipari